# 丹尼爾弗洛雷斯區
丹尼爾弗洛雷斯區（西班牙語：Daniel Flores），是哥斯達黎加的一個區，位於該國中部聖何塞省，面積62.11平方公里，海拔高度630米，主要經濟活動是工業和服務業，2001年人口27,808，人口密度每平方公里447.7人。